# Rockstar Games
Rockstar Games je američki proizvođač i izdavač videoigara osnovan u Škotskoj. Tvrtka je pod vlasništvom Take-Two Interactivea, a poznata je najviše po nagrađivanom i kontroverznom serijalu Grand Theft Auto, te po Midnight Club serijalu. Rockstar otkupljuje manje tvrtke i studije, pa ih preimenuje u slična imena (sve podružnice imaju riječ Rockstar u imenu. Dok se većina tvrtki koje otkupi Take-Two Interactive pridruži Rockstar brandu, nekoliko njih se pridruži drugoj Take-Two podružnici, 2K Games. Rockstar Games su 1998. godine osnovali Sam Houser, Terry Donovan, Dan Houser, Jamie King i Gary Foreman.
Rockstar Games je osnovan kao DMA Design u Dundeeju, Škotska. Sjedište tvrtke je na Broadwayju u New Yorku, na dijelu ureda Take-Two Interactivea. Glavna je tvrtka mnogim Rockstar studijima diljem svijeta. Rockstar Games sadrži i marketinške odjele, te odjele za odnose s javnošću i za razvoj proizvoda.

## Podružnice
| Ime                  | Godine djelovanja1 | Sjedište                            |
| -------------------- | ------------------ | ----------------------------------- |
| Rockstar Leeds       | 2004. - danas      | Wortley, Leeds, Engleska            |
| Rockstar Lincoln     | 1999. - danas      | Lincoln, Engleska                   |
| Rockstar London      | 2005. - danas      | Chelsea, London, Engleska           |
| Rockstar New England | 2008. - danas      | Andover, Massachusetts, SAD         |
| Rockstar North       | 1999. - danas      | Edinburgh, Škotska                  |
| Rockstar San Diego   | 2003. - danas      | Carlsbad, Kalifornija, SAD          |
| Rockstar Toronto     | 1999. - danas      | Oakville, Ontario, Kanada           |
| Rockstar Vancouver   | 2002. - danas      | Vancouver, British Columbia, Kanada |
| Rockstar Vienna      | 2003. – 2006.      | Beč, Austrija                       |

Bilješke:

1 Godine djelovanja se odnose na one godine pod vlasništvom Rockstar Gamesa

## Videoigre
Sljedeći popis prikazuje najpoznatije i najuspješnije videoigre koju je proizveo i/ili izdao Rockstar Games (neke igre su proizvedene od strane njegovih podružnica).
| Videoigra                                      | Godina | Platforme                                                 |
| ---------------------------------------------- | ------ | --------------------------------------------------------- |
| Grand Theft Auto                               | 1997.  | PlayStation, Microsoft Windows, Game Boy Color            |
| Earthworm Jim 3D                               | 1999.  | Nintendo 64                                               |
| Grand Theft Auto: London, 1969                 | 1999.  | PlayStation, Microsoft Windows                            |
| Grand Theft Auto: London, 1961                 | 1999.  | Microsoft Windows                                         |
| Grand Theft Auto 2                             | 1999.  | PlayStation, Dreamcast, Game Boy Color, Microsoft Windows |
| Thrasher Presents Skate And Destroy            | 1999.  | PlayStation                                               |
| Austin Powers: Oh Behave                       | 2000.  | Game Boy Color                                            |
| Austin Powers: Welcome to My Underground Lair! | 2000.  | Game Boy Color                                            |
| Wild Metal: Reclaim the Future                 | 2000.  | Dreamcast                                                 |
| Midnight Club: Street Racing                   | 2000.  | PlayStation 2                                             |
| Surfing H3O                                    | 2000.  | PlayStation 2                                             |
| Smuggler's Run                                 | 2000.  | PlayStation 2                                             |
| Smuggler's Run 2: Hostile Territory            | 2001.  | PlayStation 2                                             |
| Oni                                            | 2001.  | PlayStation 2, Microsoft Windows                          |
| Grand Theft Auto III                           | 2001.  | PlayStation 2, Xbox, Microsoft Windows                    |
| The Italian Job                                | 2002.  | PlayStation, Microsoft Windows                            |
| State of Emergency                             | 2002.  | PlayStation 2, Xbox, Microsoft Windows                    |
| Smuggler's Run Warzones                        | 2002.  | Nintendo GameCube                                         |
| Grand Theft Auto: Vice City                    | 2002.  | PlayStation 2, Xbox, Microsoft Windows                    |
| Midnight Club II                               | 2003.  | PlayStation 2, Xbox, Microsoft Windows                    |
| Max Payne 2: The Fall of Max Payne             | 2003.  | PlayStation 2, Xbox, Microsoft Windows                    |
| Manhunt                                        | 2003.  | PlayStation 2, Xbox, Microsoft Windows                    |
| Red Dead Revolver                              | 2004.  | PlayStation 2, Xbox                                       |
| Grand Theft Auto Advance                       | 2004.  | Game Boy Advance                                          |
| Grand Theft Auto: San Andreas                  | 2004.  | PlayStation 2, Xbox, Microsoft Windows                    |
| Midnight Club 3: DUB Edition                   | 2005.  | PlayStation 2, Xbox, PlayStation Portable                 |
| The Warriors                                   | 2005.  | PlayStation 2, Xbox, PlayStation Portable                 |
| Grand Theft Auto: Liberty City Stories         | 2005.  | PlayStation Portable, PlayStation 2                       |
| Midnight Club 3: DUB Edition Remix             | 2006.  | PlayStation 2, Xbox                                       |
| Rockstar Games Presents Table Tennis           | 2006.  | Xbox 360, Wii                                             |
| Bully                                          | 2006.  | PlayStation 2                                             |
| Grand Theft Auto: Vice City Stories            | 2006.  | PlayStation Portable, PlayStation 2                       |
| Manhunt 2                                      | 2007.  | PlayStation Portable, PlayStation 2, Wii                  |
| Bully: Scholarship Edition                     | 2008.  | Xbox 360, Wii, Microsoft Windows                          |
| Grand Theft Auto IV                            | 2008.  | PlayStation 3, Xbox 360, Microsoft Windows                |
| Midnight Club: Los Angeles                     | 2008.  | PlayStation 3, Xbox 360                                   |
| Midnight Club: L.A. Remix                      | 2008.  | PlayStation Portable                                      |
| Grand Theft Auto: The Lost and Damned          | 2009.  | Xbox 360                                                  |
| Grand Theft Auto: Chinatown Wars               | 2009.  | Nintendo DS, PlayStation Portable                         |
| Beaterator                                     | 2009.  | PlayStation Portable                                      |
| L.A. Noire                                     | 2009.  | PlayStation 3                                             |
| Grand Theft Auto: The Ballad of Gay Tony       | 2009.  | Xbox 360                                                  |
| Red Dead Redemption                            | 2010.  | PlayStation 3, Xbox 360                                   |
| Red Dead Redemption: Undead Nightmare          | 2010.  | PlayStation 3, Xbox 360                                   |
| LA Noire                                       | 2011.  | PlayStation 3, Xbox 360                                   |
| Grand Theft Auto V                             | 2013.  | PlayStation 3, Xbox 360, PlayStation 4, Xbox One,PC       |
| Red Dead Redemption 2                          | 2018.  | PlayStation 4, Xbox One                                   |
| Agent                                          | ????.  | PlayStation 3                                             |

## Filmovi
Uz uspješne videoigre, Rockstar se okušao i u produkciji filmova.
| Filmovi              | Godina | Format  |
| -------------------- | ------ | ------- |
| The Football Factory | 2004.  | DVD-ROM |
| Sunday Driver        | 2005.  | DVD-ROM |

## Serijali igara
- Grand Theft Auto (serijal) (1997. – danas)
- Midnight Club (serijal) (2000. – nepoznato)
- Max Payne (serijal) (2001. – danas)
- Manhunt (serijal) (2003. – 2007.)
- Red Dead (serijal) (2004. – danas)

## Vanjske poveznice
- Službena stranica
- RockstarWatch
- Rockstar Games kod MobyGames-a

Podružnice:
- Rockstar Leeds  Arhivirana inačica izvorne stranice od 16. ožujka 2016. (Wayback Machine)
- Rockstar Lincoln
- Rockstar London
- Rockstar New England
- Rockstar North
- Rockstar San Diego
- Rockstar Toronto
- Rockstar Vancouver